# Rick Danko (album)
| Recensione       | Giudizio |
| ---------------- | -------- |
| Allmusic         | [ 1 ]    |
| Robert Christgau | B        |

Rick Danko è il primo album da solista del musicista canadese Rick Danko, noto per aver fatto parte della Band. Fu pubblicato nel 1977, ed è il primo album da solista di un ex membro dei The Band. Composto di dieci tracce, tutte scritte da Danko, la maggior parte insieme a Bobby Charles o Emmet Grogan, vanta la collaborazione di numerosi artisti importanti come Eric Clapton, Ronnie Wood, Blondie Chaplin oltre a ciascuno dei vecchi compagni della Band.

## Tracce
1. What a Town (Danko, Bobby Charles)
2. Brainwash (Danko, Emmett Grogan)
3. New Mexico (Danko, Charles)
4. Tired of Waiting (Danko, Jim Atkinson)
5. Sip the Wine (Danko)
6. Java Blues (Danko, Grogan)
7. Sweet Romance (Danko, Grogan)
8. Small Town Talk (Danko, Charles)
9. Shake It (Danko)
10. Once Upon a Time (Danko, Grogan)

## Formazione
- Rick Danko — voce, basso, chitarre
- Terry Danko — batteria
- Danny Seiwell — batteria
- Michael DeTemple — chitarre
- Doug Sahm — chitarre
- James Atkinson — chitarre
- Walt Richmond — pianoforte
- James Gordon — organo
- Jim Price — fiati

### Altri musicisti
- Garth Hudson — fisarmonica ("New Mexico")
- Robbie Robertson — chitarra solista ("Java Blues")
- Richard Manuel — pianoforte elettrico ("Shake It")
- Levon Helm — armonie vocali ("Once Upon a Time")
- Ronnie Wood — chitarra solista ("What a Town")
- Blondie Chaplin — chitarra solista ("Brainwash"), basso ("Small Town Talk")
- Tim Drummond — basso ("Brainwash", "Java Blues")
- Eric Clapton — chitarra solista ("New Mexico")
- Rob Fraboni — percussioni ("New Mexico", "Tired of Waiting"), vibraslap ("Tired of Waiting")
- Ken Lauber — pianoforte ("Tired of Waiting", "Sweet Romance", "Once Upon a Time")
- Joe Lala — percussioni ("Tired of Waiting")
- George Weber — organo ("Sweet Romance", "Once Upon a Time")
- Gerry Beckley — chitarra acustica ("Shake It")
- David Paich - moog ("Shake It")